# Ángel Fernández Pérez
Ángel Fernández Pérez (født 16. september 1988) er en spansk håndboldspiller, som spiller i Vive Kielce og for Spaniens herrehåndboldlandshold.